# Anne Cobbe
Anne Cobbe   (Sharnbrook, 7 d'agost de 1920 - Oxford, 15 de desembre de 1971) va ser una matemàtica anglesa.
Cobbe era filla del general Sir Alexander Cobbe i va néixer i créixer a la mansió familiar de Colworth House, al municipi de Sharnbrook (Bedfordshire), va ser escolaritzada a Downe House (Newbury) i va ingressar el 1939 al Somerville College (Oxford) en el qual es va graduar en matemàtiques el 1942. En el seu primer any d'estudis universitaris, el seu germà, Bill, que era pilot de la RAF, va ser abatut a la batalla d'Anglaterra. Durant els anys següents a la seva graduació va treballar al departament de recerca operativa de l'Almirallat Britànic. Acabada la guerra va ser professor del Lady Margaret Hall (Oxford) des de 1947 fins a 1955 i del Somerville College a partir de 1955. A partir de 1969, la seva salut es va deteriorar i l'abril de 1971 va resignar el seu lloc, morint uns mesos després.
El seu treball de recerca es limita a la publicació de tres articles d'àlgebra homològica.